# Maladera horii
Maladera horii är en skalbaggsart som beskrevs av Kobayashi 2010. Maladera horii ingår i släktet Maladera och familjen Melolonthidae. Inga underarter finns listade i Catalogue of Life.